# Pavla Wunderwald
Pavla Wunderwald (geboren als Pavla Hartmanová) (* 29. April 1969 in Liberec) ist eine ehemalige tschechisch-deutsche Basketballspielerin.

## Laufbahn
Unter ihrem Mädchennamen Hartmanová spielte sie bei Sparta Prag, während sie ein Sportstudium bestritt. Hartmanová war tschechoslowakische Basketball-Juniorennationalspielerin. 1990 ging sie nach Deutschland. Mit dem MTV Wolfenbüttel wurde sie 1992 deutsche Vizemeisterin und stieß 1992/93 ins Halbfinale vor. Sie spielte bis 1993 für den Verein, mit dem sie ebenfalls im europäischen Vereinswettbewerb Ronchetti Cup antrat.
Von 1995 bis 1997 gehörte sie mittlerweile als Pavla Wunderwald ebenfalls in der 1. Damen-Basketball-Bundesliga dem Aufgebot des Osnabrücker SC an und nahm mit dem OSC zudem am Ronchetti Cup teil. In der Bundesliga erreichte sie mit Osnabrück im Spieljahr 1996/97 das Halbfinale, dort schied man gegen Aschaffenburg aus.
Zusätzlich zu ihrem Hochschulabschluss (Diplom-Sportlehrerin) durchlief sie eine Ausbildung zur Physiotherapeutin und wurde in diesem Berufszweig in Bremen tätig. Sie betreute als Physiotherapeutin im Auftrag des Bremer Leichtathletik-Verbandes unter anderem Spitzensportler wie Carolin Nytra, Sebastian Bayer und Jonna Tilgner, mehrmals war Wunderwald in Trainingslagern für die Betreuung der 400-Meter-Läuferinnen des Deutschen Leichtathletik-Verbandes und Sportler anderer Leichtathletik-Disziplinen zuständig.